# Scott v. Sandford

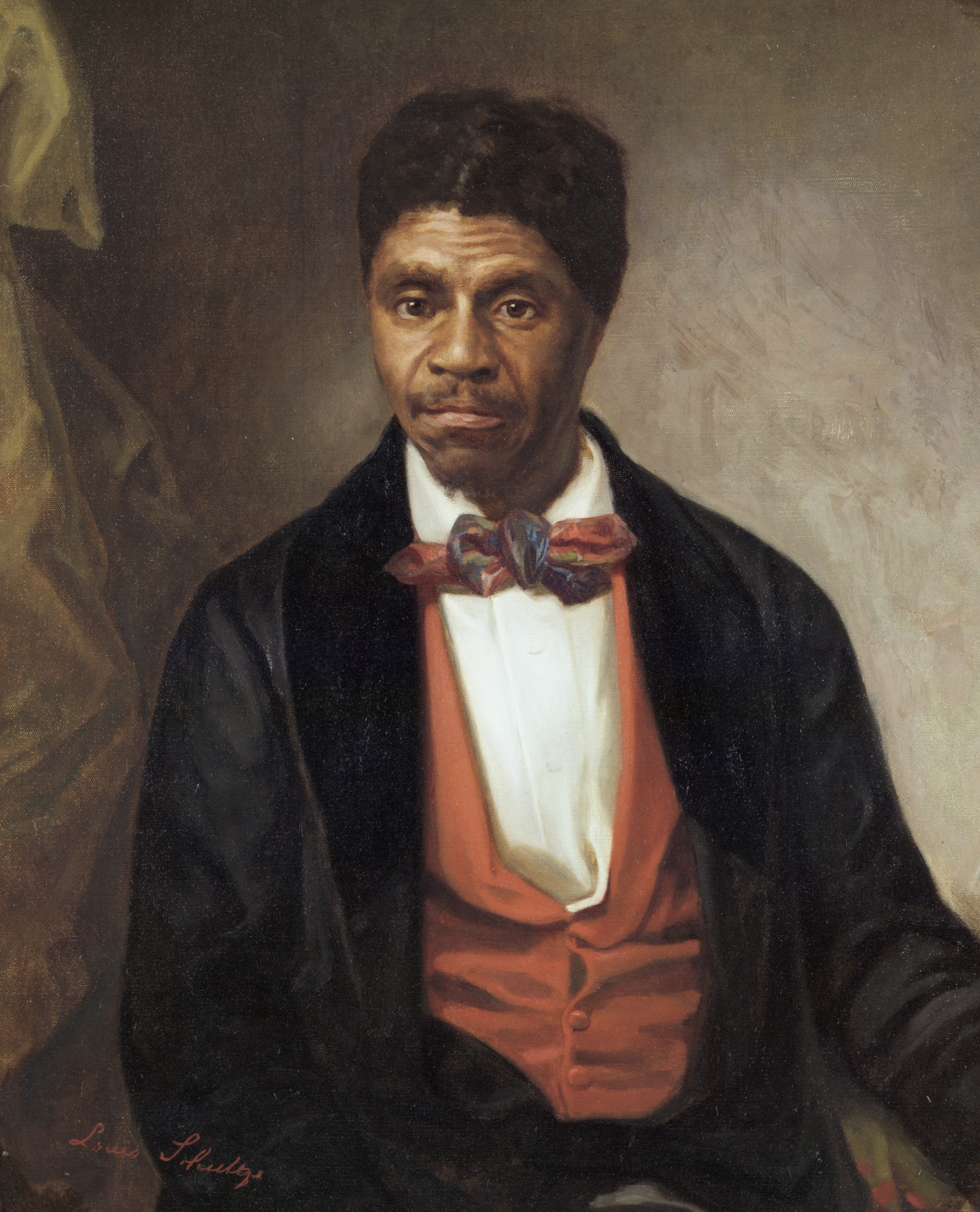
Portrait de Dred Scott par Louis Schultze.

Dred Scott v. John F. A. Sandford (Dred Scott contre John F. A. Sandford) est une affaire à l'origine d'un arrêt historique de la Cour suprême des États-Unis d'Amérique, rendu en mars 1857 (Arrêt 60 U.S. 393, 19 How. 393, 15 L.Ed. 691). 
Elle est généralement citée comme Scott v. Sandford, Dred Scott v. Sandford ou the Dred Scott Case (l'affaire Dred Scott). L'orthographe Sandford est une erreur du greffe de la Cour dans la transcription de l'arrêt, le nom devrait être Sanford sans d, mais on rencontre les deux formes. 
La requête concernait, outre Dred Scott, son épouse Harriet, et leurs filles, Eliza et Lizzie Scott. 
L'opinion de la Cour a été, entre autres : 
- que la Constitution de 1787 (dans sa version à cette époque) ne prévoyait pas que des personnes d'origine africaine, esclaves ou libres, soient ou puissent devenir citoyens et que le requérant ne disposait donc pas de base légale pour agir ;
- que la clause du 5e amendement à la Constitution (qui concerne, entre autres, le droit, dans une affaire criminelle, de ne pas être privé de sa liberté sans procédure légale régulière, en anglais « due process of law ») ne donnait pas au gouvernement fédéral le pouvoir de libérer des esclaves amenés sur un territoire fédéral ;
- que la Constitution ne permettait pas au Congrès de bannir l'esclavage et que le Compromis du Missouri était inconstitutionnel.

L'opinion de la Cour a donc été de rejeter la demande de Dred Scott par 7 voix contre 2. La Cour était alors présidée par le juge Roger Brooke Taney qui a rédigé l'opinion,,. 
Cet arrêt de 1857 aurait contribué au déclenchement de la guerre civile, quatre ans plus tard, en 1861. 
Après la victoire de l'Union, en 1865, fut adopté un 13e amendement à la Constitution, qui a aboli l'esclavage en proclamant que « Ni esclavage ni servitude involontaire, si ce n’est en punition d’un crime dont le coupable aura été dûment convaincu, n’existeront aux États-Unis ni dans aucun des lieux soumis à leur juridiction. Le Congrès aura le pouvoir de donner effet au présent article par une législation appropriée. » 
En 1868 fut ratifié le 14e amendement, qui garantit que « Toute personne née ou naturalisée aux États-Unis, et soumise à leur juridiction, est citoyen des États-Unis et de l’État dans lequel elle réside... Aucun État ne fera ou n’appliquera de lois qui restreindraient les privilèges ou les immunités des citoyens des États-Unis ; ne privera une personne ... de sa liberté ... sans procédure légale régulière ; ni ne refusera à quiconque relève de sa juridiction l’égale protection des lois. »

## Le contexte politique et légal

### Le statut des Noirs à l'époque de la fondation des États-Unis.
Lorsqu'ils étaient des colonies anglaises puis britanniques, la plupart des futurs États américains connaissaient l'esclavage, les esclaves étant presque tous des Noirs amenés depuis l'Afrique, ou leurs descendants. Cependant, l'esclavage était un aspect essentiel des sociétés et des économies de plantation des colonies du Sud, alors que dans le Nord, il était marginal, et l'esclave était le plus souvent un domestique. Il y avait aussi, dans les deux parties du pays, un certain nombre de Noirs libres, des esclaves affranchis ou leurs descendants, ainsi que des métis (mulâtres) ; un tout petit nombre d'entre eux étaient riches, voire propriétaires d'esclaves. Lors de la guerre d'Indépendance, les deux camps tentèrent de rallier les esclaves. Washington décida d'enrôler les volontaires dès 1775, le Congrès approuva malgré quelques réticences, et beaucoup furent affranchis après la guerre.
Dans les colonies américaines comme en Europe à la même époque, beaucoup condamnaient l'esclavage, et plus encore la traite. Cette opinion était surtout répandue dans le Nord, et l'esclavage y fut progressivement aboli à partir des années 1780. Le plus souvent, l'émancipation fut graduelle, par exemple en décidant que les esclaves nés après la promulgation de la loi seraient libres à un âge donné, entre vingt et trente ans. Mais dans le Massachusetts, où l'hostilité à l'esclavage était répandue depuis les origines de la colonie, l'abolition fut immédiate. La constitution de l'État, adoptée en 1780, inscrit dans son article premier « Tous les hommes naissent libres et égaux » (All men are born free and equal). Dès 1780, un tribunal affranchit des esclaves sur ce motif. La Cour suprême de l'État confirme l'inconstitutionnalité de l'esclavage en 1783 (arrêt Commonwealth v. Jenisson). 
Cependant, la condamnation de l'esclavage ne s'accompagnait pas du sentiment d'égalité entre Noirs et Blancs. Le plus souvent, les abolitionnistes souhaitaient la séparation d'avec les Noirs. Ainsi quand Thomas Jefferson proposa dès 1779 l'extinction progressive de l'esclavage en Virginie (bien que limitée, puisque sa proposition prévoyait que tous les Noirs qui viendraient à être libres devraient quitter l'État avant un an et que ceux présents dans l'État en 1779 resteraient esclaves, ainsi que leurs descendants, sans limite de date), la proposition fut rejetée. Pour beaucoup, le moyen d'aboutir à cette séparation était le retour des Noirs en Afrique (le terme employé était colonisation) ; plus tard, le Liberia fut fondé dans ce but. Malgré tout, certains États accordèrent l'égalité civile et politique aux Noirs, y compris le droit de vote. Souvent, ce ne fut que formel. Lorsque Tocqueville visita le pays, au début des années 1830, il décrivit :
Dans presque tous les États où l'esclavage est aboli, on a donné au Nègre des droits électoraux ; mais s'il se présente pour voter, il court le risque de la vie. Opprimé, il peut se plaindre, mais il ne trouve que des Blancs parmi ses juges. La loi cependant lui ouvre le banc des jurés, mais le préjugé l'en repousse. Son fils est exclu de l'école où vient s'instruire le descendant des Européens. Dans les théâtres, il ne saurait, au prix de l'or, acheter le droit de se placer à côté de celui qui fut son maître ; dans les hôpitaux, il gît à part. On permet au Noir d'implorer le même Dieu que les Blancs, mais non de le prier au même autel. Il a ses prêtres et ses temples. On ne lui ferme point les portes du Ciel : à peine cependant si l'inégalité s'arrête au bord de l'autre monde. Quand le Nègre n'est plus, on jette ses os à l'écart, et la différence des conditions se retrouve jusque dans l'égalité de la mort. [...]
Au Sud, le maître ne craint pas d'élever jusqu'à lui son esclave, parce qu'il sait qu'il pourra toujours, s'il le veut, le rejeter dans la poussière. Au Nord, le Blanc n'aperçoit plus distinctement la barrière qui doit le séparer d'une race avilie, et il s'éloigne du Nègre avec d'autant plus de soin qu'il craint d'arriver un jour à se confondre avec lui.
Dans les années qui suivirent le voyage de Tocqueville, le droit de vote tendait d'ailleurs à être retiré aux Noirs.

### L'esclavage dans la Constitution
Lors de la rédaction de la Constitution, la question de l'esclavage a donné lieu à des débats vifs, mais sans que l'abolition soit envisagée, tant il était clair qu'elle était inacceptable pour les États du Sud. La Constitution compte les esclaves pour trois cinquièmes d'une personne pour évaluer la représentation des États à la Chambre des représentants, ainsi que leur contribution au budget (Article I). Ce même article déclare que l'importation d'esclaves ne pourra être interdite avant 1808 (elle le fut effectivement à cette date, dès le 1er janvier). Les esclaves fugitifs doivent être remis à leur propriétaire (Article IV). La Constitution évite soigneusement le mot esclave et utilise toujours le mot personne. Pour la représentation des États, elle distingue personnes libres, y compris celles qui se sont louées pour un nombre d'années déterminé et les autres personnes. Le mot importation est utilisé pour qualifier la traite : l'immigration ou l'importation de [...] personnes. Enfin, les esclaves fugitifs sont des personnes tenues à un service ou un travail dans un État qui s'échapperaient dans un autre État. Les seules références qu'on pourrait qualifier de raciales dans la Constitution concernent les amérindiens, il n'est jamais question de Noir ou de Blanc. La Constitution ne définit pas non plus les citoyens des États-Unis. Le Congrès est chargé de définir les règles de naturalisation et, à partir de 1808, celle d'immigration. Il est fait plusieurs fois référence à la citoyenneté dans un État, et ce sont les États qui déterminent qui participe à la vie politique (cependant que tous les citoyens ne votent pas : à la fin du XVIIIe siècle le suffrage est le plus souvent censitaire et toujours masculin). Il semble donc que les États définissent chacun la citoyenneté, sauf pour les questions de naturalisation.

### L'expansion vers l'Ouest et l'esclavage

#### À l'est du Mississippi: l'ordonnance du Nord-Ouest
À l'issue de la guerre de Sept Ans en 1763, la Grande-Bretagne obtient de la France les terres situés entre les Appalaches et le fleuve Mississippi. Le roi de Grande-Bretagne réserve ces terres aux Indiens, sous l'autorité du gouverneur du Canada, et c'est un des motifs du conflit qui mène à la guerre d'Indépendance, les colonies revendiquant ces terres. En 1783, le traité de Paris attribue ces terres aux États-Unis. Divers États les revendiquent en partie, notamment la Virginie, la Caroline du Nord et la Géorgie. Le sujet agite les États-Unis, ces terres ayant été conquises en commun, et la vente de terrains semblant être alors le seul moyen de faire face aux dettes de guerre. Il est décidé que les terres seront administrées par les États-Unis, le temps nécessaire pour y constituer de nouveaux États. En 1787, la Virginie, la première, cède ses terrains, au Nord de l'Ohio, et le Congrès (celui des Articles de confédération, avant la rédaction de la Constitution) vote la Northwest Ordinance (ordonnance du Nord-Ouest). Le vote a lieu le 13 juillet, alors même que la convention constitutionnelle de Philadelphie est en session. L'ordonnance prévoit, dans son dernier article il n'y aura pas d'esclavage ni de servitude involontaire dans les dits territoires. Cet article est conforme aux souhaits de la Virginie, quoi qu'État esclavagiste. L'ordonnance ne rencontre pas d'objections. Plus tard, les territoires au sud de l'Ohio sont cédés, et cette fois, à la demande de la Caroline du Nord et de la Géorgie, l'esclavage est autorisé dans ces territoires.

#### À l'ouest du Mississippi: le compromis du Missouri
En 1803, les États-Unis achètent à la France la Louisiane, immense territoire entre le Mississippi et les montagnes Rocheuses. La plus grande partie du territoire est habité par des Amérindiens avec lesquels les Français ont conclu des traités. Au sud, dans l'actuel État de Louisiane, existe une économie de plantation, esclavagiste, similaire à celle du Sud des États-Unis ou des Antilles. Le traité prévoit (article III) que les habitants seront aussitôt que possible admis à faire partie des États-Unis, en tant qu'État, et qu'entretemps, leur liberté, leurs biens, et leur religion seront respectés. Il prévoit aussi (article VI) que les États-Unis exécuteront les traités conclus avec les Indiens jusqu'à ce qu'ils en concluent de nouveaux. La Louisiane actuelle accède au statut d'État en 1812. Le reste du territoire est progressivement ouvert à la colonisation, mais l'esclavage est alors devenu une question divisant vivement le pays. D'une part, les habitants du Nord répugnent à s'établir dans des territoires où l'esclavage existe (mis à part la question morale, parce que les opportunités de travail y sont différentes), et réciproquement pour ceux du Sud. Le choix d'autoriser ou d'interdire l'esclavage dans un territoire conduit pratiquement à le fermer à une partie de la population. D'autre part, les camps pro et anti esclavagistes ne veulent pas que l'admission de nouveaux États déséquilibre le rapport de force politique en leur défaveur. Après une crise sérieuse, un compromis est trouvé en 1820, sous le nom de compromis du Missouri. Il décide que, à l'ouest du Mississippi l'esclavage sera interdit au nord de la latitude 36°30' (la pointe sud du Missouri, excepté sur le territoire du Missouri lui-même, admis en 1821 comme État, et autorisant l'esclavage). C'est ce compromis (spécifiquement l'interdiction de l'esclavage) qui est déclaré illégal par la Cour dans l'arrêt Scott v. Sandford.

#### Dans le Sud-Ouest: le compromis de 1850 et l'ordonnance Kansas-Nebraska
Les États-Unis font la conquête de leur actuel Sud-Ouest (du Texas, Nouveau-Mexique, Arizona, Californie, Colorado, Utah, et Nevada) pendant leur guerre contre le Mexique, qui se termine au début de 1848. La même année, l'or est découvert en Californie, et la ruée qui s'ensuit peuple rapidement la région, sans que l'esclavage s'installe. La population étant suffisante, la Californie demande son admission comme État libre (non esclavagiste) en 1850 , ce qui remet en cause le compromis du Missouri. Un nouveau compromis est trouvé, la Californie est acceptée comme État libre, le Texas comme État esclavagiste, la question est laissée au choix des habitants pour les territoires du Nouveau-Mexique et de l'Arizona. Cette dernière politique, qui prend le nom de souveraineté populaire, est ensuite étendue aux territoires du Kansas et du Nebraska, (Kansas-Nebraska Act, ordonnance Kansas-Nebraska) qui font partie de la région originellement couverte par le compromis du Missouri, pour lesquels ils étaient libres. Des troubles graves s'ensuivent au Kansas.

## L'affaire
Dred Scott, est né esclave autour de 1800 en Virginie. Au début des années 1830, alors qu'il réside avec son propriétaire Blow à Saint Louis dans le Missouri, il est vendu au Dr. John Emerson, médecin militaire dans l'armée des États-Unis. Emerson est amené à se déplacer au gré de ses différentes affectations, et, le plus souvent, Scott le suit. Il séjourne notamment dans l'État de l'Illinois de 1834 à 1836, puis jusqu'en 1838 à Fort Snelling, dans ce qui est alors le territoire du Wisconsin, aujourd'hui dans l'État du Minnesota. Emerson achète Harriet, une autre esclave, à un officier en poste avec lui. Scott et Harriet se marient, avec le consentement d'Emerson. L'esclavage n'existe ni dans l'État de l'Illinois, ni dans le territoire du Wisconsin, et il serait alors possible aux Scott de quitter le service d'Emerson.
Emerson revient avec Scott et sa famille dans le Missouri, à Saint Louis, et meurt en 1843. Les Scott deviennent la propriété de sa veuve Irène. Deux filles leur naissent, Eliza et Lizzie. En 1846 Scott demande à Irène Emerson s'il peut racheter sa liberté (le maître pouvait autoriser un esclave à travailler pour son propre compte pendant son temps libre et, éventuellement, accepter de lui rendre sa liberté en échange d'une certaine somme ; il s'agit d'un arrangement strictement privé, dont le maître est seul juge : l'esclave, légalement incapable, ne peut pas conclure de contrat ou détenir de propriété qui soit légalement reconnu). Selon Scott, Irène Emerson aurait refusé. Scott plaide pour sa liberté : il attaque en justice Irène Emerson pour séquestration et violence (wrongful imprisonment and battery) devant les tribunaux du Missouri. Les procédures ne s'achèveront que dix ans plus tard devant la Cour suprême des États-Unis. Pendant ces dix ans le conflit entre le Nord et le Sud sur l'esclavage ira en s'accentuant, avec la controverse précédant le compromis de 1850, l'indignation du Nord après le vote de la loi sur les esclaves fugitifs (Fugitive Slave Act), qui fait pourtant partie du compromis, et plus encore après le Kansas-Nebraska Act, et, parallèlement à cette indignation, la colère du Sud qui, en réponse à ce qu'il perçoit comme une volonté d'ingérence et une agression contre son mode de vie, menace de plus en plus de faire sécession. Cette tension desservira les Scott.

### Les jugements dans le Missouri
La défense de Scott est fondée sur son séjour dans l'Illinois et le Wisconsin. L'esclavage n'existe pas dans ces territoires, et donc Scott n'est plus esclave depuis qu'il y a séjourné (sans être un fugitif, auquel cas la constitution fédérale protégerait la propriété du maître). N'étant plus esclave, Irène Emerson le retient illégalement. La jurisprudence antérieure est en faveur des Scott, la Cour suprême du Missouri a rendu son premier arrêt dans ce sens dès 1824, et de nombreux esclaves ont obtenu ainsi leur liberté depuis. Pendant toute la durée de la procédure les Scott sont sous la garde du shérif du comté de Saint-Louis, qui les loue. L'argent de leur travail est placé sous séquestre et doit revenir soit aux Scott eux-mêmes s'ils sont finalement déclarés libres, soit à leur propriétaire. Ils sont en fait loués à la famille de John Brown, l'ancien propriétaire de Dred Scott[réf. nécessaire], qui assiste et finance leur défense en justice. 
Scott perd le premier procès à cause d'erreurs techniques de son avocat. Il parvient cependant à obtenir un nouveau procès, en 1850. Entre-temps, Irène Emerson s'est remariée et s'est établie dans le Massachusetts, où il n'est pas question d'emmener un esclave. Elle confie les Scott à la garde de son frère John Sanford. Scott gagne le procès en première instance, devant une Circuit Court, qui reconnaît qu'il est libre depuis son séjour dans l'Illinois. Sanford fait appel, et la Cour suprême du Missouri juge l'affaire en 1852. La Cour suprême du Missouri a un nouveau président, ferme partisan de l'esclavage et de la souveraineté des États. Par deux voix contre une la Cour suprême du Missouri renverse sa jurisprudence de 1824. La reconnaissance par le tribunal des lois d'un autre État, transposée du droit international privé, est vue comme une question de courtoisie (comity) — alors que celle des jugements prononcés dans les autres États est une obligation constitutionnelle au terme de l'article IV de la constitution américaine. Cette courtoisie inter-États est un des éléments de la décision, mais les intérêts supérieurs de l'État peuvent prévaloir, et c'est le sens de l'arrêt : les circonstances politiques ont changé, aujourd'hui, les États doivent fermement défendre leurs droits. Le Missouri n'est pas tenu par les lois d'un autre État. Peu importe ce qu'a pu être le statut de Scott lorsqu'il était dans l'Illinois, il est aujourd'hui dans le Missouri. Les Scott demeurent esclaves et appartiennent bien à John Sanford.
La décision est prise avec, en arrière-plan, le développement dans les États du Sud d'une nouvelle doctrine juridique sur l'esclavage. À la fin du XVIIIe siècle, dans l'opinion éclairée, certains peuvent tolérer l'esclavage dans les colonies comme un mal nécessaire, mais il est pour tous absolument contraire au droit naturel. Les abolitionnistes américains citent encore souvent devant les tribunaux l'arrêt Somerset v. Stewart, rendu en 1772 par Lord Mansfield, Lord Chief Justice de la Cour du banc du Roi, le juge de plus haut rang en Angleterre :
« L'état d'esclave est d'une telle nature qu'il ne peut être établi par aucune raison, morale ou politique, mais seulement par une loi écrite, dont la force demeure longtemps après que les raisons, l'occasion et les temps même qui l'ont fait naître ont disparu des mémoires ; l'esclavage est si odieux qu'on ne peut rien accepter pour le fonder qu'un droit positif. »
Cet arrêt est rendu dans une procédure d'habeas corpus et confirme la jurisprudence antérieure des tribunaux anglais, selon laquelle un esclave est libre dès lors qu'il arrive en Angleterre (les autres pays européens font de même). L'arrêt interdit à un habitant de la Jamaïque (Stewart), alors sur le sol anglais avec son esclave (Somerset) acheté en Virginie, d'obliger ce dernier à le suivre en Jamaïque et impose sa libération. En effet, selon le principe énoncé, un tribunal ne peut reconnaître l'esclavage que lorsqu'une loi l'établit clairement. Parce qu'il est contraire au droit naturel, aucune sorte de raisonnement juridique ne peut le fonder. Ici, l'existence de l'esclavage dans les lois de la Virginie (territoire britannique, comme la Jamaïque) ne peut, en l'absence de loi sur le sujet en Angleterre, avoir de conséquences légales sur le sol anglais. La jurisprudence de 1824 peut être vue comme une extension de ce principe : si l'esclave réside un moment dans un lieu où ce statut n'est pas reconnu, ici l'Illinois, le considérer comme esclave à son retour reviendrait à l'asservir à nouveau et, alors que les lois locales conservent le statut d'esclave, elle ne prévoient pas l'asservissement d'un homme libre. Mais à l'époque de l'affaire Dred Scott une autre doctrine prend de l'importance. La possession d'esclave est une forme de propriété, et même si on peut admettre qu'à son origine se trouve une injustice, elle constitue, en tant que propriété, un droit naturel qui doit être défendu. Cette position est particulièrement illustrée par le projet de constitution du parti esclavagiste au Kansas en 1857, dit « Constitution de Lecompton » :
Section 1. Le droit de propriété précède et est supérieur à toute sanction constitutionnelle, et le droit du propriétaire d'un esclave sur son esclave [...] est identique et tout aussi inviolable que le droit du propriétaire de n'importe quelle autre propriété.
Section 2. Aucune loi ne pourra émanciper les esclaves sans le consentement de leur propriétaire, ni sans payer aux propriétaires pleine compensation en argent de la valeur des esclaves ainsi émancipés. Il ne pourra être interdit aux personnes immigrant dans l'État d'y amener avec elles des personnes tenues pour esclaves par les lois de quelque État ou territoire des États-Unis dès lors [...] qu'elles en sont effectivement propriétaires [...]
Constitution de Lecompton, article VII, l'esclavage
Selon ces principes, la loi de l'Illinois libérant les esclaves présents sur son territoire viole les droits fondamentaux des citoyens du Missouri, et les principes de courtoisie entre États s'effacent naturellement devant la défense de ces droits.

### L'affaire devant les cours fédérales

#### La cour de district
Entre-temps Sanford avait lui aussi quitté le Missouri pour s'établir à New York. Cela ouvrait la possibilité de porter l'affaire devant les tribunaux fédéraux : l'article III de la constitution prévoit que « Le pouvoir judiciaire s'étendra à tous les cas […] entre citoyens de différents États ». Scott attaque Sanford devant la cour fédérale de district pour le Missouri, en mai 1854.
La première question posée est celle de la compétence de la cour. Sanford la conteste : Scott n'est pas un citoyen mais un esclave, l'affaire n'est donc pas du ressort de la cour au terme de l'article III. L'argument, qui revient à demander à décider d'emblée du fond de l'affaire (Scott est-il un esclave ?) avant même le procès, est rejeté, le juge décidant que la résidence des deux parties dans des États distincts est suffisante pour que la cour entende l'affaire. La question posée est alors quelle est la loi applicable à l'affaire. Le juge décide que c'est seulement celle du Missouri. Or la Cour suprême du Missouri a déjà décidé que, selon la loi de l'État, les Scott sont esclaves. Scott perd le procès.

#### La Cour suprême
En décembre 1854 Scott fait appel devant la Cour suprême des États-Unis. Le coût d'une procédure devant la Cour suprême est au-dessus des moyens des Brown[réf. nécessaire], mais un avocat habilité à plaider devant la Cour suprême, Montgomery Blair, accepte de le faire gratuitement. Les audiences ont lieu en décembre 1855, ce qui aurait dû conduire la Cour à rendre son arrêt vers le milieu de 1856, à quelques mois des élections présidentielle et du Congrès. Sans doute pour éviter d'interférer avec la campagne électorale, la Cour reporte l'affaire à sa session de 1856.
Entre-temps l'affaire attire l'attention du public. En effet, alors qu'ont eu lieu dans le tout nouveau territoire du Kansas les événements de Bleeding Kansas, le débat du droit du Congrès à légiférer sur l'esclavage dans les territoires vient au premier plan, et les parties s'accordent à laisser la Cour suprême le trancher. De nouveaux avocats rejoignent la défense des Scott, notamment George Curtis, dont le frère Benjamin siège à la Cour.
L'investiture du président James Buchanan a lieu le 4 mars. Son discours, bien que d'un ton apaisant, réaffirme clairement les positions du parti démocrate d'alors, selon lesquelles la question de l'esclavage dans les territoires ne relève pas du Congrès, mais de la « souveraineté populaire » dans les territoires concernés. Il mentionne brièvement l'affaire Dred Scott : « des différences d'opinion sont apparues quant à savoir à quel moment les habitants des territoires devront décider la question [de l'esclavage]. Heureusement, c'est là un problème de peu d'importance pratique. De plus, c'est une question de droit qui relève légitimement de la Cour suprême, devant laquelle elle est en instance, et il est entendu qu'elle y sera rapidement et définitivement décidée ».
La nouvelle audience a lieu en décembre 1856, après les élections, mais avant que les élus, et notamment le nouveau président, le Démocrate James Buchanan, n'aient pris leurs fonctions. Une majorité de 7 juges tranche en faveur de Sanford. Le juge Nelson est chargé de rédiger l'opinion de la Cour. Mais en février 1857 son texte, une décision limitée à l'affaire, sans portée générale, n'est pas approuvé par la majorité. Peut-être parce que les juges de la minorité, John McLean et Benjamin Curtis, manifestent l'intention de traiter tous les aspects du problème dans leurs opinions dissidentes, la majorité décide d'en faire autant et de rendre un arrêt de principe. Le président de la cour, Roger Taney, se charge lui-même de rédiger l'opinion de la Cour. Les six autres juges de la majorité rédigent chacun une opinion concourante (en partie seulement pour Samuel Nelson et Robert Grier). Mac Lean et Curtis rédigent chacun une opinion dissidente.
Même si chaque juge a fait un réquisitoire séparé, celui du juge en chef Roger Taney est le plus souvent cité en raison de ses implications considérables sur la crise de la sécession. Comme l'un des sept juges qui étaient contre la prétention à la liberté de Scott (deux juges étant pour), Taney a déclaré qu’un Noir ne pourrait pas être titulaire de droits en tant que citoyen américain, comme celui d'intenter des poursuites dans les tribunaux fédéraux. En fait, écrit Taney, les Noirs n’avaient « aucun droit qu’un homme blanc fût tenu de respecter. »
La décision aurait pu s'arrêter là, avec le rejet de l'appel de Scott. Mais Taney et les autres juges de la majorité déclarèrent aussi que le compromis du Missouri de 1820 (qui interdisait l'esclavage dans cette partie relevant de la Louisiane située au nord de la latitude 36 ° 30 ', à l'exception de Missouri) était inconstitutionnel parce que le Congrès n'avait pas le pouvoir d'interdire l'esclavage dans ces territoires. Les esclaves étaient une propriété, et les maîtres avaient la garantie du droit de propriété dans le cadre du Cinquième amendement. Ni le Congrès ni une législature territoriale ne pourrait priver un citoyen de ses biens sans procédure légale. Quant au séjour temporaire de Scott dans un État libre, celui de l'Illinois, la majorité des juges a estimé que Scott avait toujours été soumis à la loi du Missouri.
La décision – seulement la deuxième du genre dans l’histoire du pays où la Cour suprême déclarait inconstitutionnel un acte du Congrès – était une nette victoire pour les esclavagistes du Sud. Les Sudistes ont fait valoir que le Congrès et la législature territoriale n’avaient pas le pouvoir d’exclure l'esclavage d'un territoire. Seul un État peut exclure l'esclavage ont-ils maintenu.
L'arrêt est rendu deux jours plus tard, le 6 mars 1857.

### Essais
- (en) Paul Finkelman, Dred Scott v. Sandford : A Brief History with Documents, Bedford/St. Martin's, 15 mars 1997, 260 p. (ISBN 978-0-312-11594-4, lire en ligne).
- (en) Rose Blue et Corinne J. Naden, Dred Scott : Person or Property?, Cavendish Square Publishing, 1 septembre 2004, rééd. 2005, 136 p. (ISBN 978-0-7614-1841-2, lire en ligne).
- (en) Tim McNeese, Dred Scott V. Sandford : The Pursuit of Freedom, Chelsea House Publications, 1 novembre 2006, rééd. 2007, 128 p. (ISBN 978-0-7910-9236-1, lire en ligne).
- (en) Mark Shurtleff, Am I Not a Man? : The Dred Scott Story, Sortis Publisher, 15 janvier 2011, 536 p. (ISBN 978-0-9827986-1-4, lire en ligne).

### Articles
- (en-US) Joel E. Cohen, « The Dred Scott Decision : Background and Implications », Negro History Bulletin, Vol. 26, No. 4,‎ janvier 1963, p. 145-147, 155 (4 pages) (lire en ligne).
- (en-US) Walter Ehrlich, « Was the Dred Scott Case Valid? », The Journal of American History, Vol. 55, No. 2,‎ septembre 1968, p. 256-265 (10 pages) (lire en ligne).
- (en-US) Gary J. Simson, « Review: Dred Scott v. Sandford: Right Result, Wrong Reasons? », Stanford Law Review, Vol. 32, No. 4,‎ avril 1980, p. 879-885 (7 pages) (lire en ligne).
- (en-US) John S. Vishneski, III, « What the Court Decided in Dred Scott v. Sandford », The American Journal of Legal History, Vol. 32, No. 4,‎ octobre 1988, p. 373-390 (18 pages) (lire en ligne).
- (en-US) Alfred L. Brophy, « Let Us Go Back and Stand upon the Constitution: Federal-State Relations in Scott v. Sandford », Columbia Law Review, Vol. 90, No. 1,‎ janvier 1990, p. 192-225 (34 pages) (lire en ligne).
- Ghislain Potriquet, « L’histoire comme précédent dans l’arrêt Dred Scott v. Sandford », www.academia.edu,‎ 2013 (lire en ligne).
- Coutant Arnaud, « Dred Scott v. Sandford, quand la Cour suprême consacrait l’esclavage », Revue française de droit constitutionnel,‎ 2015/1 (n° 101), p. 27-52 (lire en ligne).